# Stefan Soboniewski
Stefan Soboniewski (ur. 7 grudnia 1906 w Kamyku, zm. 7 maja 1998 w Londynie) – polski prawnik, ostatni przed 1939 starosta kaliski, pułkownik broni pancernych, działacz społeczny emigracji polskiej w Wielkiej Brytanii.

## Życiorys
Urodził się 7 grudnia 1906 w Kamyku k. Częstochowy. Uczył się w Prywatnym Filologicznym Gimnazjum Męskim Wincentego Szudejki w Częstochowie. Ukończył studia prawnicze na Uniwersytecie Warszawskim. Po studiach prawniczych Soboniewski działał m.in. jako członek Związku Polskiej Młodzieży Demokratycznej, był pracownikiem Ministerstwie Robót Publicznych, przeniesiony do Ministerstwa Spraw Wewnętrznych. W roku 1937 został mianowany starostą kaliskim i przewodniczącym sejmiku w Kaliszu. Funkcję tę pełnił do 4 września 1939, kiedy w obliczu inwazji niemieckiej musiał wraz z gen. Alterem, dowódcą 25 Dywizji Piechoty, opuścić miasto. Z oblężonej Warszawy przedarł się wraz z wojewodą Bociańskim do Lublina, gdzie wówczas urzędowała część rządu polskiego, i dalej, w miarę postępującej klęski polskiej, do Kosowa, ostatniego przyczółka polskich władz przed ewakuacją do Rumunii. Tam wraz z wojewodą Bociańskim otrzymał zadanie rozkwaterowania szczątkowych już polskich ministerstw. 17 września 1939, po rozpoczęciu inwazji sowieckiej na Polskę, przekroczył wraz z rządem rzekę Czeremosz udając się na wygnanie do Rumunii.
Z Rumunii przedostał się już w 1939 do Francji i później do Anglii, gdzie przez cały czas wojny służył w PSZ. Po zakończeniu wojny pozostał na emigracji. Był jednym z założycieli Stowarzyszenia Polskich Kombatantów, od 1948 członkiem jego Rady Głównej, w latach 1950–1953 sekretarzem generalnym, w latach 1953–1959 prezesem Zarządu Głównego światowego SPK, w latach 1960–1971 prezesem zarządu SPK w Wielkiej Brytanii i wiceprezesem Zarządu Głównego Federacji Światowej SPK, w latach 1971–1984 prezesem Zarządu Głównego Federacji Światowej SPK, w latach 1984–1993 przewodniczącym Rady Głównej Federacji Światowej SPK. W 1950 był prezesem  Polskiego Towarzystwa Mieszkaniowego oraz kierownikiem Polskiego Osiedla w Penrhos.
W 1962 przewodniczył obradom Ogólnego Zjazdu Polaków w Wielkiej Brytanii. Był członkiem Rady Jedności Narodowej (1962–1972), w latach 1963–1964 Egzekutywy Zjednoczenia Narodowego odpowiedzialnym za sprawy emigracji, w latach 1972–1976 współprzewodniczącym Komitetu Pomnika Katyńskiego. W latach 1978–1979 kierował jako p.o. przewodniczącego Główną Komisją Skarbu Narodowego, od 21 lutego 1986 członek GKSN. Od 1992 był przewodniczącym Polskiej Fundacji Kulturalnej. W 1996 miasto Kalisz nadało mu na 90. rocznicę urodzin tytuł honorowego obywatela. Urna z prochami Stefana Soboniewskiego została umieszczona w kolumbarium na cmentarzu Pwllheli w Walii (kolumbarium, panel 9, tablica 5).

## Ordery i odznaczenia
- Wielka Wstęga Orderu Odrodzenia Polski (1989)[6]
- Krzyż Komandorski Orderu Odrodzenia Polski (1973)[7]
- Złoty Krzyż Zasługi (6 października 1937)[8]